# 保羅·海伯林盃
保羅·海伯林盃（法語：Trophée Paul Haeberlin）是一個以美食為基礎的綜合競賽，創設的意義是向名廚保羅·海伯林致敬。

## 賽制介紹
保羅·海伯林盃和世界烹飪大賽一樣，採取每兩年比賽一次的美食競賽，同樣也是會展當中的一個競賽，斯特拉斯堡貿易會展的保羅·海伯林盃，比較特別的是競賽不只評比烹飪技術，從設備、美食、食材、服務和旅遊，每個項目都是競賽的要項，這是目前世界唯一由廚師、管家和侍酒師組成的團隊，在同一個場域的國際美食比賽，每一屆的比賽會先有預賽，最後進入決賽的六組團隊，競賽會針對每個人的技能進行測驗，評審團由兩名國際知名廚師、兩名侍酒師、兩名曾經獲得法國最佳工匠獎的管家，分別從藝術、娛樂、政治、商業行銷等角度評選，勝出的隊伍會有精緻獎盃和獎金

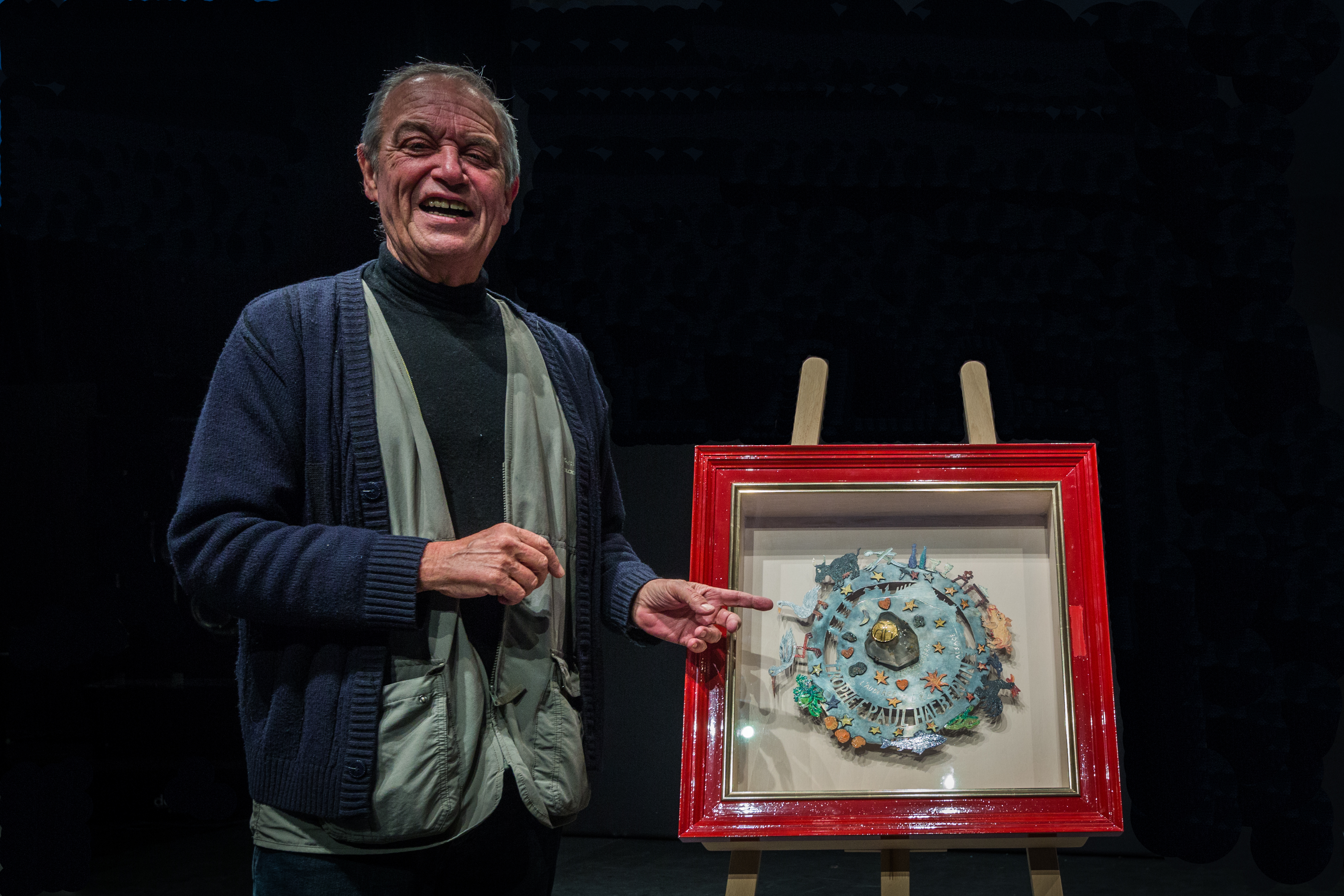
藝術家 Raymond Waydelich 展示他精製的保羅·海伯林獎盃

## 歷年獲獎團隊
- 2010年：挪威Bagatelle團隊；廚師：Jocelyn Deumié（法國籍）、侍酒師：Robert Lie（挪威籍）、管家：Magdalena Rosenblad（挪威籍）
- 2012年：巴黎皇家蒙索酒店（法语：Royal_Monceau）的La Cuisine餐廳團隊；廚師：Sébastien Prenot、侍酒師：Jonathan Bauer-Monneret、管家：Ahmad Houmani（黎巴嫩裔）
- 2014年：帕特里克·亨利魯的金字塔餐廳團隊；Benjamin Patissier、Michael Bouvier和Frédéric Schaetzel組成。
- 2016年：默热沃Flocons de Sel餐廳團隊（米其林指南三星評鑑）[3]
- 2018年：斯特拉斯堡的La casserole餐廳團隊[4][5]

## 相關連結
- 保羅·海伯林盃官方網站 （页面存档备份，存于）
- 斯特拉斯堡貿易會展 （页面存档备份，存于）
- 保羅·海伯林盃臉書粉絲專頁 （页面存档备份，存于）